# Analía Hirmbruchner
Analía Hirmbruchner (Argentina, 10 de enero de 1989) es una futbolista retirada que formó parte de la Selección femenina de fútbol de Argentina. Fue asistente técnica del seleccionado nacional de 2017 al 2021.

## Trayectoria

### Clubes
Fue jugadora de River Plate, Independiente y UAI Urquiza, equipo este último con el que obtuvo el campeonato Clausura 2012 de la Primera División A de Fútbol Femenino de Argentina.

## Selección nacional

### Selección sub-20
Con la Selección sub-20 de Argentina obtuvo los subcampeonatos de los Sudamericanos de Chile 2006 y Brasil 2008, y participó de la Copa Mundial de 2006.

### Selección mayor
Con la Selección femenina de fútbol de Argentina obtuvo el oro en el Campeonato Sudamericano Femenino de 2006 y bronce en 2010. Una lesión le impidió participar de la Copa Mundial de 2007.

## Estadísticas

### Clubes
| Club          | País      | Año     |
| ------------- | --------- | ------- |
| River Plate   | Argentina | ¿?      |
| Indepentiente | Argentina | ¿?      |
| UAI Urquiza   | Argentina | ¿?-2013 |

## Palmarés

### Títulos nacionales
| Título             | Club        | País      | Año  |
| ------------------ | ----------- | --------- | ---- |
| Primera División A | UAI Urquiza | Argentina | 2012 |

### Títulos internacionales
| Título       | Club      | País      | Año  |
| ------------ | --------- | --------- | ---- |
| Sudamericano | Argentina | Argentina | 2006 |

## Retiro
A consecuencia de problemas físicos acarreados luego de sufrir una rotura del ligamento cruzado de la rodilla derecha en 2013 anunció su retiro como futbolista.
A partir de 2017, se desempeñó como asistente técnica de la selección femenina de fútbol, función con la que acompañó al plantel argentino en la Copa Mundial Femenina de Fútbol de 2019. Renunció al cargo en 2021 debido a discrepancias con el entrenador de la selección Carlos Borrello.